# Lachemilla nivalis
Lachemilla nivalis là loài thực vật có hoa trong họ Hoa hồng. Loài này được Carl Sigismund Kunth mô tả khoa học đầu tiên năm 1823. Năm 1937 Werner Hugo Paul Rothmaler chuyển nó sang chi Lachemilla.